# Morgan Barron
Morgan Barron (Halifax, Nueva Escocia, 2 de diciembre de 1998) es un jugador profesional canadiense de hockey sobre hielo que se desempeña en la posición de centro en Winnipeg Jets, equipo de la National Hockey League (NHL).

## Carrera
Fue seleccionado en la sexta ronda en la NHL Entry Draft de 2017. En 2020 hizo su debut profesional con el equipo New York Rangers, en el cual jugó dos temporadas (2020-2021), después pasó a Winnipeg Jets, donde lleva jugando tres temporadas.